# Vlăhița
Vlăhița (), ou Szentegyházas-Oláhfalu jusqu'en 1899, est une ville du județ de Harghita, en Roumanie. C'est une localité de Transylvanie située dans la région historique du Pays sicule.

## Histoire
On y retrouve un fort romain, dont les vestiges sont situés près de Băile Homorod (en).

## Démographie
Lors du recensement de 2011, 97,18 % de la population se déclarent hongrois (1,87 % ne déclarent pas d'appartenance ethnique et 0,94 % déclarent appartenir à une autre ethnie).

## Politique
| Période | Période  | Identité      | Étiquette   | Qualité |
| ------- | -------- | ------------- | ----------- | ------- |
| 2012    | 2016     | Sándor Rus    | Indépendant |         |
| 2016    | 2020     | Tibor Molnár  | EMNP        |         |
| 2020    | En cours | Csaba Lőrincz | EMNP        |         |

| Parti | Parti                                                                       | Sièges |
| ----- | --------------------------------------------------------------------------- | ------ |
|       | Parti civique magyar et Parti populaire hongrois de Transylvanie (PCM-EMNP) | 12     |
|       | Union démocrate magyare de Roumanie (UDMR)                                  | 2      |
|       | Indépendants                                                                | 1      |

## Jumelages
La ville de  est jumelée avec :
- Balatonlelle (Hongrie)
- Balatonboglár (Hongrie)
- Cegléd (Hongrie)
- Szarvas (Hongrie)
- Látrány (Hongrie)
- Baracs (Hongrie)